# Black and White 2
Pour les articles homonymes, voir Black and White.
Black and White 2 est un jeu vidéo de type God game, développé par Lionhead Studios et sorti sous Windows en 2005 et sous Mac OS en 2006. Il est la suite du jeu Black and White.

## Synopsis
Alors que les monothéistes essayent de convertir de gré ou de force les autres tribus à leur croyance, une guerre éclate. Une jeune femme prie pour qu'une entité vienne la sauver, elle et son peuple : le personnage contrôlé par le joueur fait alors son apparition pour l'exaucer. En effet, le joueur est un dieu et doit aider plusieurs peuples à s'agrandir, à vaincre et à survivre pour devenir un dieu respecté.

## Système de jeu
Le contrôle du jeu se fait par le biais d'une main, qui représente celle du joueur. Il doit, comme dans le premier opus, affronter ses congénères. Le jeu peut se jouer de deux façons totalement différentes. D'une part le joueur peut essayer de devenir un dieu gentil, pour cela il lui faudra construire de nombreux bâtiments pour impressionner les différents peuples. D'autre part, le joueur peut devenir un maître dans l'art de la guerre, ce qui lui permettra de créer une véritable armée pour conquérir les royaumes voisins.
Tout comme dans le premier titre de la série, le joueur élève une créature représentant un animal géant. Toutes les interactions (ou non interactions) que le joueur produit avec sa créature influera sur son caractère. Elle pourra également apprendre de nombreuses choses, de nombreux sorts grâce à un système d'achat de compétences.
La créature n'est pas la seule à interagir avec votre façon de jouer, ainsi le monde qui vous entoure se modifiera en fonction de votre alignement (bon ou mauvais).

### Principaux changement par rapport à la première version
- Le joueur peut créer une armée et la faire combattre.
- Une jauge d'apprentissage est présente lorsque le joueur éduque sa créature.
- Achat de compétences et de nouveaux bâtiments.
- Défense de la ville plus aboutie.
- Divers bâtiments sont disponibles.

## Add-on
Un nouvel add-on, le Combat des Dieux, est sorti le 27 avril 2006.
- De nouveaux ennemis : des morts vivants.
- Deux nouvelles créatures : le tigre et la tortue.
- Quatre nouveaux pouvoirs destructeurs.
- Trois cartes supplémentaires.